# Kraljevina Dviju Sicilija
Kraljevina Dviju Sicilija (tal. Regno delle Due Sicilie) bila je suverena država na jugu Apeninskog poluotoka. Postojala je od 1816. do 1861. godine. Uspostavio ju je kralj Ferdinand I. nakon Bečkog kongresa i Ugovora iz Casalanze. Zakonom Legge fondamentale del Regno delle Due Sicilie od 8. prosinca 1816. ponovo su spojeni Napuljsko Kraljevstvo i Kraljevina Sicilija.
Kad je uspostavljena, glavni grad bio je Palermo, a već je 1817. prijestolnica premještena u Napulj. Palermo je ipak nastavio biti glavni grad, iako samo formalno, a smatralo ga se glavnim gradom otoka Sicilije.
Država je obuhvaćala današnje regije u Italiji Abruzzo, Basilicata, Kalabrija, Kampanija, Molise, Puglia, Sicilija i veliki dio povijesnog Južnog Lacija (okruzi Sora i Gaeta) te na istoku dijelove današnje provincije Rieti (okrug Cittaducale). Kraljevini su pripadali kao dio provincije Capitanata Palagruški otoci koji su danas dio Hrvatske. Grad Benevento (danas u Kampaniji) i Pontecorvo (danas u Laciju) bili su enklave Papinske Države. Od 1855. – 1858. Kraljevina je obuhvaćala 111.900 km². Godine 1859. imala je 9.000.000 stanovnika. Novac kojim se plaćalo bili su dukat, grano, tarì, carlino, pijaster, tornese. Glavna vjera bila je katoličanstvo. Vjerska manjina bili su pravoslavni i protestantski podanici.
Bila je organizirana u 22 provincije, 76 okruga i circondarija. Na čelu monarhije nalazio se kralj. Visoko tijelo koje je upravljalo državom bilo je Vijeće Kraljevine Dviju Sicilija na čijem se čelu nalazio predsjednik. Nakon obnove ove kraljevine poslije odlaska Francuza, na prijestolje su se vratili vladari iz kuće Burbonaca. Kroz pola stoljeća postojanja ove Kraljevine njome su vladali Ferdinand I. Dviju Sicilija, Franjo I. od Dviju Sicilija, Ferdinand II. od Dviju Sicilija, Franjo II. od Dviju Sicilija.
Službeni je jezik bili su talijanski i latinski. Jezici kojim se govorili podanici Kraljevine Dviju Sicilija bili su napuljski, sicilijanski, frankoprovensalski, grčki, albanski, hrvatski i gardiol. Himna Kraljevine bila je Inno al Re koju je napisao i skladao Giovanni Paisiello.
Godine 1861. zauzele su ju Garibaldijeve snage i pripojile Kraljevstvu Sardiniji.

## Administrativna podjela

### Napuljske provincije
Napuljske provincije (al di qua del Faro) bile su:
- I Napoli (sjedište: Napoli)
- II Terra di Lavoro (sjedište: Caserta, do 1818. Capua)
- III Principato Citra (sjedište: Salerno)
- IV Principato Ultra (sjedište: Avellino)
- V Basilicata (sjedište: Potenza)
- VI Capitanata (sjedište: Foggia)
- VII Terra di Bari (sjedište: Bari)
- VIII Terra d'Otranto (sjedište: Lecce)
- IX Calabria Citeriore (sjedište: Cosenza)
- X Calabria Ulteriore Prima (sjedište: Reggio)
- XI Calabria Ulteriore Seconda (sjedište: Catanzaro)
- XII Contado di Molise (sjedište: Campobasso)
- XIII Abruzzo Citeriore (sjedište: Chieti)
- XIV Abruzzo Ulteriore Primo (sjedište: Teramo)
- XV Abruzzo Ulteriore Secondo (sjedište: Aquila)

### Sicilijanske provincije
Sicilijanske provincije (al di là del Faro) bile su:
- XVI Palermo (sjedište: Palermo)
- XVII Messina (sjedište: Messina)
- XVIII Catania (sjedište: Catania)
- XIX Girgenti (sjedište: Girgenti)
- XX Provincia di Noto (sjedište: Noto, do 1837. Siracusa)
- XXI Trapani (sjedište: Trapani)
- XXII Caltanissetta (sjedište: Caltanissetta)